# Övertorneå (đô thị)
Đô thị Övertorneå (tiếng Thụy Điển: Övertorneå kommun) là một đô thị ở hạt Norrbotten của Thụy Điển. Thủ phủ là thị xã Övertorneå. Dân số thời điểm 31 tháng 12 năm 2000 là 5602 người.